# Beurandang (Syamtalira Bayu)
Beurandang is een bestuurslaag in het regentschap Aceh Utara van de provincie Atjeh, Indonesië. Beurandang telt 501 inwoners (volkstelling 2010).